# Sachsen (Steinau)
Sachsen ([ˈzaksn̩] ) ist eine Wüstung in der Stadt Steinau an der Straße, im Main-Kinzig-Kreis in Hessen.

## Geografische Lage
Die Wüstung liegt auf einer Höhe von 185 m über NN etwa 2 km nordöstlich von Steinau an der Straße.

## Geschichte
Das Dorf Sachsen gehörte zum Amt Steinau der Herrschaft und späteren Grafschaft Hanau, ab 1458: Grafschaft Hanau-Münzenberg.
Die älteste urkundliche Erwähnung des Dorfes ist aus dem Jahr 1167 erhalten. 1303 ist eine Mühle belegt. Im Dorf besaß 1331 der Abt des Klosters Schlüchtern 15 Höfe. Als Dorf ging Sachsen wahrscheinlich noch im 14. Jahrhundert ein, aber noch 1565 waren hier 3 Höfe und 14 Landgüter vorhanden. 1567 verkaufen die von Buchenau einen Hof an Paul von Welsberg und 1611 kaufte Graf Philipp Ludwig II. von Hanau-Münzenberg von denen von Welsberg das Gelände der Wüstung.

## Historische Namensformen
- Sahsen (1167)
- Sachsen (1278)
- Sassen (1331)
- Sazzen (1347)